# Alençon
Alençon (wymowaⓘ) – miejscowość i gmina we Francji, w regionie Normandia, w departamencie Orne.
Według danych na rok 2018 gminę zamieszkiwało 26 523 osób, a gęstość zaludnienia wynosiła 2483 osób/km² (wśród 1815 gmin Dolnej Normandii Alençon plasuje się na 2. miejscu pod względem liczby ludności, natomiast pod względem powierzchni na miejscu 463.).
W mieście rozwinął się przemysł włókienniczy, metalowy, elektrotechniczny, ceramiczny oraz papierniczy.
Miasto słynie z koronki z Alençon (fr. la dentelle d'Alençon), która została wpisana na listę światowego niematerialnego dziedzictwa kulturowego UNESCO w dniu 16 listopada 2010.

## Postacie związane z Alençon
- Jacques-René Hébert (ur. 15 listopada 1757 w Alençon, zm. 24 marca 1794 w Paryżu) – francuski dziennikarz i działacz polityczny
- Teresa z Lisieux (ur. 2 stycznia 1873 w Alençon, zm. 30 września 1897 w Lisieux) – karmelitanka francuska, święta katolicka, patronka misji, Doktor Kościoła
- Benoît Tréluyer (ur. 7 grudnia 1976 w Alençon) – francuski kierowca wyścigowy
- Daniel Balavoine (ur. 5 lutego 1956 w Alençon, zm. 14 stycznia 1986) – francuski piosenkarz, kompozytor i autor tekstów

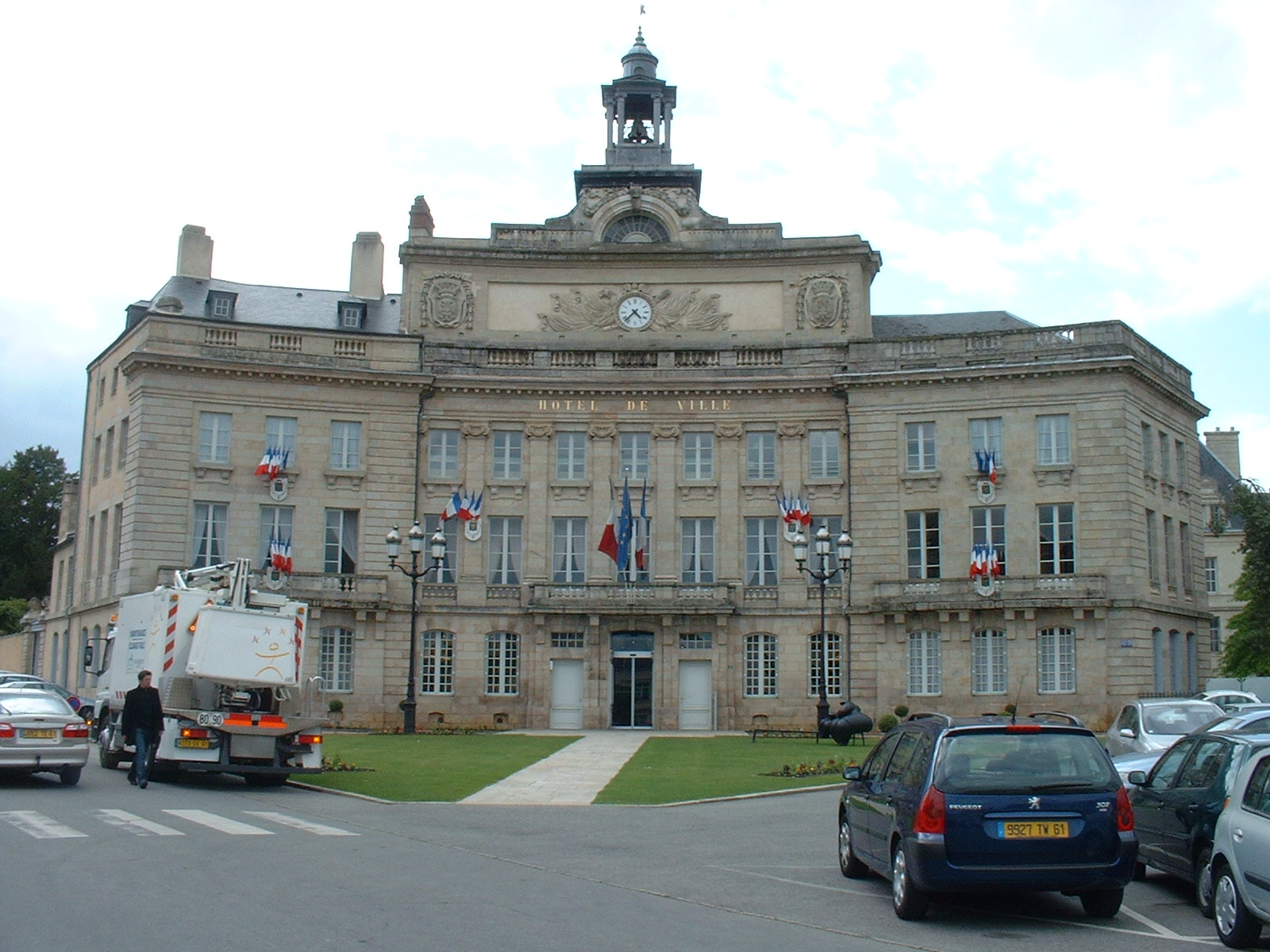
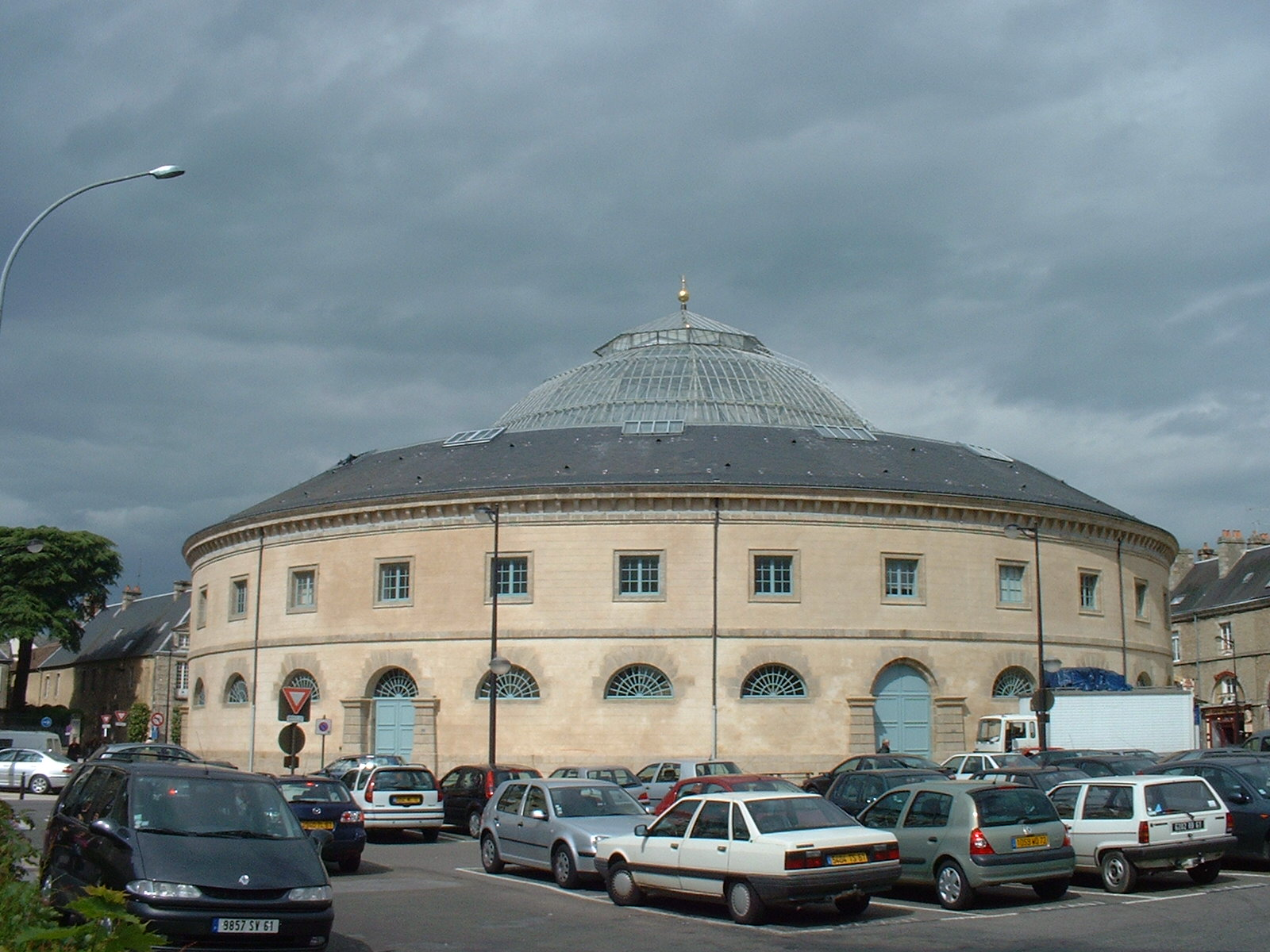
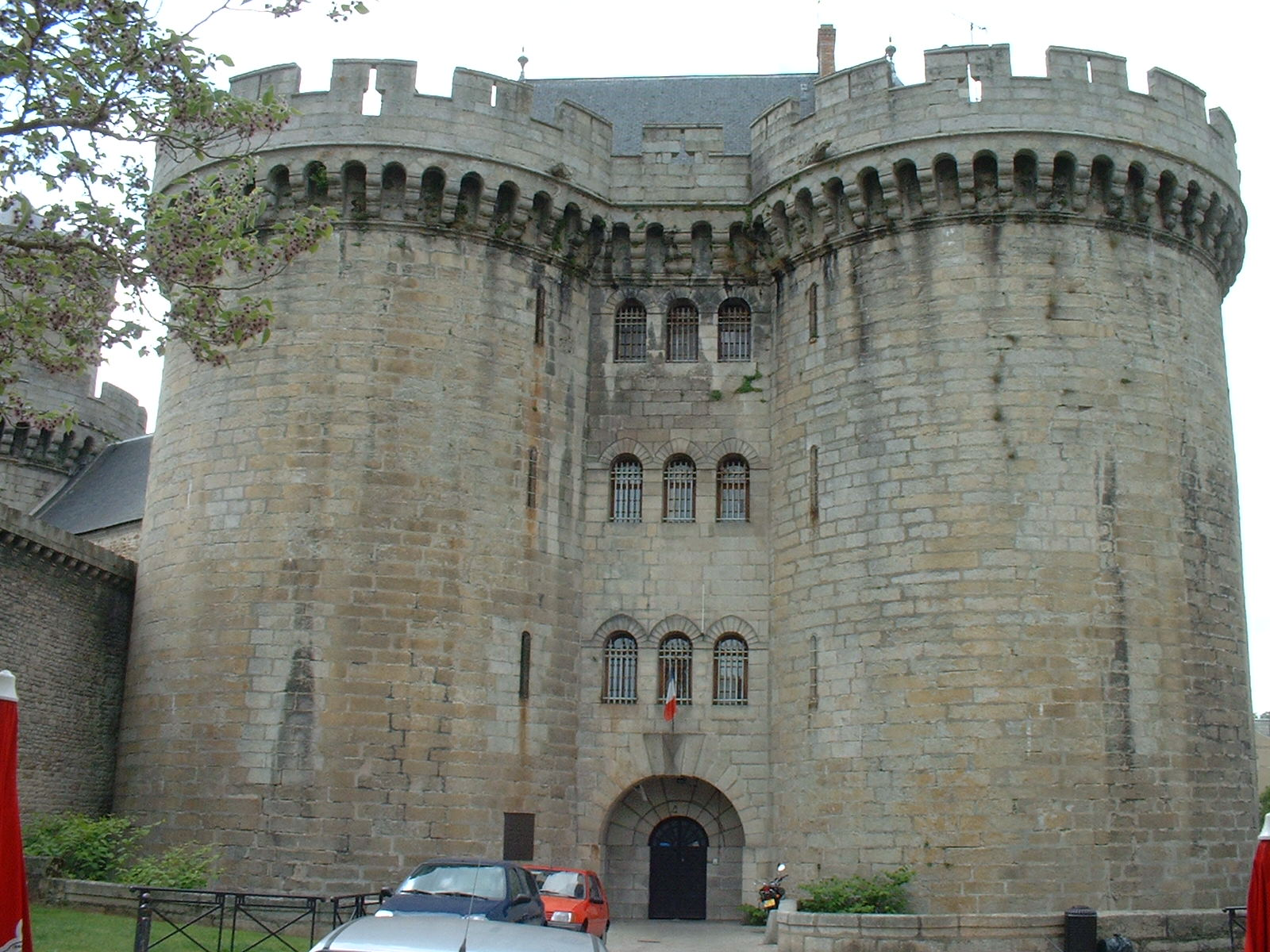
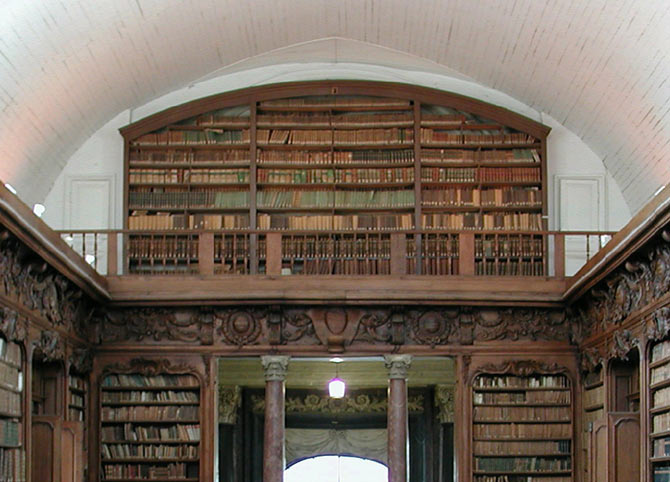